# 東陽県 (江蘇省)
東陽県（とうよう-けん）は中華人民共和国江蘇省淮安市にかつて存在した県。現在の盱眙県南東部に相当する。

## 歴史
秦代に設置された。三国時代に廃止されたが、西晋により再設置された。東晋により廃止された。